# Al-Ahly Bengasi
Al-Ahly Sports Cultural & Social Club (arabisch النادي الأهلي الرياضي الثقافي الاجتماعي, DMG an-Nādī al-Ahlī ar-riyāḍī aṯ-ṯaqāfī al-iǧtimāʿī), auch bekannt als Al-Ahly SCSC oder Al-Ahly Bengasi, ist ein libyscher Sportverein aus Bengasi. Al-Ahly hat seine Wurzeln in einer politischen Bewegung des libyschen Freiheitskämpfer Omar al Muktar. Seine Heimspiele trägt der Verein im Martyrs of February Stadium (bis 2011 bekannt als Hugo-Chávez-Fußballstadion) aus.

## Geschichte
Al-Ahly Bengasi wurde 1947 als Profifußballverein gegründet, obwohl er schon Jahre zuvor existierte. Al Ahly ist der Verein mit den meisten Anhängern in Bengasi und in Libyen bekannt für seine leidenschaftlichen, loyalen und manchmal gewalttätigen Zuschauer, die dem Verein auch in schlechten Zeiten zur Seite standen. Seine Glanzzeit erlebte der Verein in den 1970er Jahren, in denen drei libysche Meistertitel gewonnen wurden. Im Jahr 2000 wurden das Hauptquartier und der Trainingskomplex des Klubs von der libyschen Regierung abgerissen, wobei angeblich die Aufzeichnungen, Trophäen und Medaillen des Klubs zerstört wurden. Die Zerstörung erfolgte angeblich als Reaktion darauf, dass Al-Ahly-Fans Saadi Gaddafi beleidigt hatten, indem sie einem Esel ein Trikot mit seiner Mannschaftsnummer angezogen hatten; andere Quellen verwiesen jedoch darauf, dass wütende Al-Ahly-Fans einige Tage zuvor die Büros des libyschen Fußballverbands in Bengasi angezündet hatten. Der Verein wurde daraufhin mit einem unbefristeten Verbot belegt, das bis 2005 andauerte.

## Erfolge
- Libyscher Meister (4)
  - 1970, 1972, 1975, 1992[3]
  - Vizemeister: 1964, 1969, 1971, 1973, 1976, 1985, 1988, 1999, 2009, 2010

- Libyscher Pokalsieger (3)
  - 1987, 1991, 1996

- Nordafrikanischer Pokal der Pokalsieger
  - Finalist: 2009

## Rivalitäten
Al-Ahly Benghazi unterhält eine traditionsreiche Rivalität mit dem Stadtkonkurrenten al-Nasr. Das Aufeinandertreffen der beiden Vereine wird als „Benghazi-Derby“ bezeichnet und zählt zu den bedeutendsten Derbys im libyschen Fußball. Die Begegnung zwischen den beiden Klubs ist das bedeutendste Spiel Ostlibyens, wo beide Klubs auch als die populärsten gelten.
Auch im Basketball tragen Al-Ahly und al-Nasr das Benghazi-Derby aus.
Neben dem großen Derby mit al-Nasr besteht auch eine Rivalität zu Al-Hilal Benghazi, dem dritten bedeutenden Verein der Stadt.

## Trainer
- Flórián Albert (1978–82, 1985)
- Nasreddine Nabi (2013)